# Herstal
Herstal ist eine belgische Gemeinde innerhalb der Provinz Lüttich und gehört mit Lüttich, Seraing, Saint-Nicolas, Ans und Flémalle zum Großraum Lüttich mit insgesamt rund 600.000 Einwohnern.
Zum 1. Januar 2024 belief sich die Bevölkerungszahl der Gemeinde Herstal auf 40.814 Einwohner. Herstal hat eine Fläche von 23,19 km².
Die Höhe über NN beträgt 59 bis 185 Meter, die Postleitzahl ist: 4040.

## Etymologie
Der Name Herstal geht auf altfränkisch *Harja-stalja- zurück und bedeutet „Heerlager“.

## Geschichte
Herstal war gemeinsam mit der Gemeinde Jupille eine der Hauptresidenzen der Merowinger und Karolinger. Pippin der Mittlere, Karl Martell, Pippin der Jüngere und nicht zuletzt Karl der Große hatten enge Verbindungen zu Herstal.
Friedrich II. von Preußen besuchte kurz nach seinem Regierungsantritt seine niederrheinischen Provinzen und meldete von Schloss Moyland aus Mitte September 1740 alte preußische Besitzrechte auf die Herrschaft Herstal an; er verlieh diesen Ansprüchen Nachdruck, indem er 2.000 Mann der Garnison Wesel den Ort Maaseik besetzen und Kontributionen einziehen ließ. Auch stand die Drohung einer Brandschatzung von Lüttich im Raum. Der Fürstbischof von Lüttich, Georg Ludwig von Berghes, protestierte in Paris, bei den Generalstaaten und vor dem Reichskammergericht des Heiligen Römischen Reiches, aber keiner wollte eingreifen. Voltaire, der dem König gerade seinen ersten Besuch abstattete, unterstützte dessen Ansprüche mit einer öffentlichen Denkschrift. Schließlich schickte der Fürstbischof seinen Oberhofmeister, den Grafen von Horion, zu Verhandlungen nach Berlin. Am 20. Oktober 1740 einigte man sich auf einen Vergleich, der Bischof zahlte 120.000 Gulden und musste nochmal 30.000 Patacons aus dem Jahr 1690 (nach preußischen Quellen: 260.000 Gulden und 60.000 Patacons) einlösen. Dafür konnte er die Herrlichkeit behalten. Das Geld füllte die preußische Kriegskasse für den bald darauf beginnenden Ersten Schlesischen Krieg.
Zu Beginn des 19. Jahrhunderts gehörte die Stadt wie die gesamte Region um Lüttich zu den Vorreitern der Industrialisierung in Belgien und in Kontinentaleuropa insgesamt und bildet seither auch eine Hochburg der Arbeiterbewegung.
Von 1940 bis 1944 stellte die Fabrique Nationale d’Armes de Guerre im besetzten Belgien Waffen und Munition für die Wehrmacht her.
Im Jahr 1977  wurden die eigenständigen Gemeinden Liers, Milmort und Vottem im Rahmen belgischer Gemeindefusionen zu Herstal eingemeindet.

## Politik

### Stadtrat
- PTB: 11
- PS: 17
- MR: 7

Nach der Wahl kam es zu einer Koalition aus PS und MR. 
 Sie kommen zusammen auf 24 der 35 Sitze. PTB ist somit die einzige Oppositionspartei.
- PTB: 28
- PS: 97
- Ecolo: 6
- LE: 15
- MR: 20
- PP: 1

Die PS hat eine absolute Mehrheit.

## Gemeindemuseum
Das denkmalgeschützte Gemeindemuseum von Herstal aus dem 17. Jahrhundert, erbaut im maasländischem Stil, dokumentiert zahlreiche bedeutsame historische Ereignisse und archäologische Entdeckungen von der Vorzeit bis zum Mittelalter sowie das von der Industrialisierung geprägte Alltagsleben am Ende des 19. Jahrhunderts. Außerdem sind dort Erinnerungsstücke an die Schlachten von Herstal im Zusammenhang mit der Eroberung von Lüttich (1914) und an Geschehnisse in Herstal während des Zweiten Weltkriegs zu besichtigen.

## Wirtschaft
- Der größte Waffenhersteller Belgiens Fabrique Nationale d’Armes de Guerre (oder kurz FN Herstal) beschäftigt rund 900 Mitarbeiter.
- Die Rüstungsfirma Forges de Zeebrugge hat ihren Sitz in Herstal.
- Die ehemaligen Motorrad-Hersteller Saroléa und Gillet Herstal hatten hier ihren Sitz.
- Der ehemalige Reifenhersteller Englebert hatte hier eine Fabrik.

## Persönlichkeiten
- Paul Janson (1840–1913), Jurist und Politiker
- José Happart (* 1947), Politiker, von 2004 bis 2009 Präsident des wallonischen Parlaments
- Jean-Luc Dengis (* 1950), Numismatiker
- Michel De Groote (* 1955), Fußballspieler